# Окуневка (Частоозерський округ)
О́куневка (рос. Окуневка) — присілок у складі Частоозерського округу Курганської області, Росія.
Населення — 70 осіб (2010, 137 у 2002).
Національний склад станом на 2002 рік:
- росіяни — 91 %